# Coppa del Mondo di skeleton 2020
La Coppa del Mondo di skeleton 2020 è stata la trentaquattresima edizione del massimo circuito mondiale dello skeleton, competizione organizzata annualmente dalla Federazione Internazionale di Bob e Skeleton; è iniziata il 7 dicembre 2019 a Lake Placid, negli Stati Uniti, e si è conclusa il 16 febbraio 2020 a Sigulda, in Lettonia, svolgendosi come di consueto in parallelo alla Coppa del Mondo di bob. Erano in programma sedici gare: otto per le donne e altrettante per gli uomini, tutte disputatesi regolarmente.
La tappa inaugurale di Park City, in programma per il 1º dicembre 2019, venne cancellata nei primi giorni di novembre (un mese prima dall'inizio previsto per la competizione) a causa di problemi legati all'impianto di refrigerazione della pista e venne spostata a Lake Placid, località che quindi ha ospitato due appuntamenti consecutivi del calendario mondiale 2019-2020.
Al termine della stagione si tennero i campionati mondiali di Altenberg, in Germania, competizione non valida ai fini della coppa del mondo. La tappa conclusiva di Sigulda ha inoltre assegnato i titoli europei 2020.
Vincitori delle coppe di cristallo generali, trofei conferiti ai primi classificati nel circuito, sono stati la tedesca Jacqueline Lölling nel singolo femminile, al suo terzo successo nel massimo circuito mondiale dopo quelli conseguiti nel 2016/17 e nel 2017/18, la quale ha preceduto in classifica l'austriaca Janine Flock, già vincitrice nel 2014/15 e la russa Elena Nikitina, detentrice del trofeo 2018/19; ad aggiudicarsi la coppa nel singolo maschile è stato invece il lettone Martins Dukurs, al suo nono trofeo dopo quelli conquistati consecutivamente dal 2009/10 al 2016/17, precedendo il russo Aleksandr Tret'jakov, vincitore nell'edizione precedente e nel 2008/09, e il sudcoreano Yun Sung-bin, trionfatore nel 2017/18.

## Calendario
| Località             | Data                      | Donne            | Uomini           |
| -------------------- | ------------------------- | ---------------- | ---------------- |
| Park City            | 1º dicembre 2019          | tappa cancellata | tappa cancellata |
| Lake Placid          | 7-8 dicembre 2019         | ●                | ●                |
| Lake Placid          | 13 dicembre 2019          | ●                | ●                |
| Winterberg           | 5 gennaio 2020            | ●                | ●                |
| La Plagne            | 10 gennaio 2020           | ●                | ●                |
| Innsbruck            | 17 gennaio 2020           | ●                | ●                |
| Schönau am Königssee | 24 gennaio 2020           | ●                | ●                |
| Sankt Moritz         | 31 gennaio 2020           | ●                | ●                |
| Sigulda              | 15–16 febbraio 2020       | ●                | ●                |
| Altenberg            | 27 febbraio–1º marzo 2020 | Mondiali         | Mondiali         |
| Totale               | Totale                    | 8                | 8                |

|  | Tappa valida anche per il campionato europeo |

## Risultati

### Singolo femminile
| Data             | Località             | Prime classificate          | Seconde classificate        | Terze classificate          |
| ---------------- | -------------------- | --------------------------- | --------------------------- | --------------------------- |
| 7 dicembre 2019  | Lake Placid          | Jacqueline Lölling Germania | Janine Flock Austria        | Tina Hermann Germania       |
| 13 dicembre 2019 | Lake Placid          | Elena Nikitina Russia       | Jacqueline Lölling Germania | Janine Flock Austria        |
| 5 gennaio 2020   | Winterberg           | Tina Hermann Germania       | Mirela Rahneva Canada       | Janine Flock Austria        |
| 10 gennaio 2020  | La Plagne            | Elena Nikitina Russia       | Janine Flock Austria        | Jacqueline Lölling Germania |
| 17 gennaio 2020  | Innsbruck            | Jacqueline Lölling Germania | Janine Flock Austria        | Megan Henry Stati Uniti     |
| 24 gennaio 2020  | Schönau am Königssee | Tina Hermann Germania       | Jacqueline Lölling Germania | Elena Nikitina Russia       |
| 31 gennaio 2020  | Sankt Moritz         | Tina Hermann Germania       | Jacqueline Lölling Germania | Janine Flock Austria        |
| 16 febbraio 2020 | Sigulda              | Elena Nikitina Russia       | Marina Gilardoni Svizzera   | Janine Flock Austria        |

### Singolo maschile
| Data             | Località             | Primi classificati          | Secondi classificati       | Terzi classificati                              |
| ---------------- | -------------------- | --------------------------- | -------------------------- | ----------------------------------------------- |
| 8 dicembre 2019  | Lake Placid          | Axel Jungk Germania         | Martins Dukurs Lettonia    | Aleksandr Tret'jakov Russia                     |
| 13 dicembre 2019 | Lake Placid          | Aleksandr Tret'jakov Russia | Martins Dukurs Lettonia    | Felix Keisinger Germania                        |
| 5 gennaio 2020   | Winterberg           | Yun Sung-bin Corea del Sud  | Alexander Gassner Germania | Axel Jungk Germania                             |
| 10 gennaio 2020  | La Plagne            | Aleksandr Tret'jakov Russia | Martins Dukurs Lettonia    | Geng Wenqiang Cina e Yun Sung-bin Corea del Sud |
| 17 gennaio 2020  | Innsbruck            | Martins Dukurs Lettonia     | Yun Sung-bin Corea del Sud | Aleksandr Tret'jakov Russia                     |
| 24 gennaio 2020  | Schönau am Königssee | Aleksandr Tret'jakov Russia | Yun Sung-bin Corea del Sud | Felix Keisinger Germania                        |
| 31 gennaio 2020  | Sankt Moritz         | Martins Dukurs Lettonia     | Felix Keisinger Germania   | Axel Jungk Germania                             |
| 15 febbraio 2020 | Sigulda              | Martins Dukurs Lettonia     | Tomass Dukurs Lettonia     | Yun Sung-bin Corea del Sud                      |

## Classifiche

### Singolo femminile
| Pos. | Atleta             | Nazione     | LAK-1 | LAK-2 | WIN | LAP | INN | KÖN | STM | SIG | Punti |
| ---- | ------------------ | ----------- | ----- | ----- | --- | --- | --- | --- | --- | --- | ----- |
| 1    | Jacqueline Lölling | Germania    | 1     | 2     | 4   | 3   | 1   | 2   | 2   | 8   | 1632  |
| 2    | Janine Flock       | Austria     | 2     | 3     | 3   | 2   | 2   | 5   | 3   | 3   | 1614  |
| 3    | Elena Nikitina     | Russia      | 5     | 1     | 8   | 1   | 4   | 3   | 5   | 1   | 1595  |
| 4    | Tina Hermann       | Germania    | 3     | 6     | 1   | 5   | 5   | 1   | 1   | 15  | 1523  |
| 5    | Mirela Rahneva     | Canada      | 4     | 4     | 2   | 7   | 7   | 4   | 4   | 21  | 1376  |
| 6    | Marina Gilardoni   | Svizzera    | 9     | 11    | 5   | 4   | 10  | 11  | 6   | 2   | 1330  |
| 7    | Kim Meylemans      | Belgio      | 8     | 8     | 10  | 9   | 12  | 10  | 9   | 5   | 1224  |
| 8    | Megan Henry        | Stati Uniti | 12    | 13    | 7   | 11  | 3   | 6   | 13  | 17  | 1136  |
| 9    | Anna Fernstaedtová | Rep. Ceca   | 7     | 7     | 11  | 13  | 20  | 8   | 11  | 12  | 1084  |
| 10   | Sophia Griebel     | Germania    | 14    | 15    | 9   | 6   | -   | 7   | 7   | 7   | 1048  |

### Singolo maschile
| Pos. | Atleta               | Nazione       | LAK-1 | LAK-2 | WIN | LAP | INN | KÖN | STM | SIG | Punti |
| ---- | -------------------- | ------------- | ----- | ----- | --- | --- | --- | --- | --- | --- | ----- |
| 1    | Martins Dukurs       | Lettonia      | 2     | 2     | 4   | 2   | 1   | 7   | 1   | 1   | 1665  |
| 2    | Aleksandr Tret'jakov | Russia        | 3     | 1     | 7   | 1   | 3   | 1   | 6   | 5   | 1603  |
| 3    | Yun Sung-bin         | Corea del Sud | 7     | 6     | 1   | 3   | 2   | 2   | 4   | 3   | 1581  |
| 4    | Felix Keisinger      | Germania      | 5     | 3     | 5   | 7   | 7   | 3   | 2   | 4   | 1506  |
| 5    | Alexander Gassner    | Germania      | 4     | 9     | 2   | 13  | 10  | 5   | 5   | 6   | 1362  |
| 6    | Tomass Dukurs        | Lettonia      | 6     | 5     | 10  | 10  | 12  | 6   | 9   | 2   | 1314  |
| 7    | Axel Jungk           | Germania      | 1     | 4     | 3   | 5   | 14  | 4   | 3   | -   | 1305  |
| 8    | Marcus Wyatt         | Regno Unito   | 10    | 8     | 8   | 14  | 4   | 9   | 11  | 8   | 1184  |
| 9    | Kim Ji-soo           | Corea del Sud | 16    | 10    | 6   | 6   | 5   | 12  | 8   | 21  | 1126  |
| 10   | Nikita Tregubov      | Russia        | 8     | 7     | 19  | 11  | 13  | 9   | 12  | 7   | 1106  |